# Ray Brassier
Ray Brassier, født 1965, er ansat ved det filosofiske fakultet på American University of Beirut, Libanon, og er kendt for sit arbejde med filosofisk realisme. Han var tidligere ansat på Middlesex University, London, England.
Brassier er forfatter til Nihil Unbound: Enlightenment and Extinction og har bl.a. oversat (fra fransk til engelsk) Alain Badious Saint Paul: The Foundation of Universalism og Theoretical Writings, samt Quentin Meillassoux' After Finitude: An Essay on the Necessity of Contingency. Han blev først kendt for sit arbejde med François Laruelle. 
Brassier er fransk-skotsk, og hans navn udtales på fransk.

## Filosofi
Sammen med Quentin Meillassoux, Graham Harman og Iain Hamilton Grant er Brassier en af de vigtigste filosoffer i den nutidige spekulativ realisme, der er interesseret i at forsvare filosofisk realisme mod udfordringen fra den post-kantianske kritiske idealisme, fænomenologi, postmodernisme, dekonstruktivisme, eller mere bredt udtrykt korrelationisme. Brassier anses generelt for at have skabt termen "spekulativ realisme", selv om Meillassoux før havde anvendt begrebet "spekulativ materialisme" (matérialisme spéculatif) om sin egen filosofi.
Brassier identificerer dog ikke sig selv med den spekulative realisme, og stiller spørgmålstegn ved, om en sådan retning overhovedet findes, idet han har udtalt at "The 'speculative realist movement' exists only in the imaginations of a group of bloggers promoting an agenda for which I have no sympathy whatsoever: actor-network theory spiced with pan-psychist metaphysics and morsels of process philosophy. I don’t believe the internet is an appropriate medium for serious philosophical debate; nor do I believe it is acceptable to try to concoct a philosophical movement online by using blogs to exploit the misguided enthusiasm of impressionable graduate students. I agree with Deleuze’s remark that ultimately the most basic task of philosophy is to impede stupidity, so I see little philosophical merit in a ‘movement’ whose most signal achievement thus far is to have generated an online orgy of stupidity."
Brassier er stærkt kritisk overfor meget af nutidens filosofi, på grund af hvad han mener er dens forsøg "to stave off the 'threat' of nihilism by safeguarding the experience of meaning – characterized as the defining feature of human existence – from the Enlightenment logic of disenchantment". Ifølge Brassier er denne tendens især tydelig hos filosoffer påvirket af Heidegger and Wittgenstein. I modsætning til mere mainstream filosoffer, som f.eks. John McDowell, der vil få filosofien til at foretage en "genfortryllelse af verden" sigter Brassier arbejde mod at skabe en ultimativ version af nihilismen.
Ifølge Brassier "the disenchantment of the world understood as a consequence of the process whereby the Enlightenment shattered the 'great chain of being' and defaced the 'book of the world' is a necessary consequence of the coruscating potency of reason, and hence an invigorating vector of intellectual discovery, rather than a calamitous diminishment". "Philosophy", mener Brassier, "would do well to desist from issuing any further injunctions about the need to re-establish the meaningfulness of existence, the purposefulness of life, or mend the shattered concord between man and nature. It should strive to be more than a sop to the pathetic twinge of human self-esteem. Nihilism is not an existential quandary but a speculative opportunity."
Brassiers abejde er er et forsøg på at fusionere elementer fra efterkrigstidens fransk filosofi og ideer fra den primært engelsksprogede filosofisk naturalisme, kognitionsvidenskab og neurofilosofi. Således er han, bortset fra franske filosoffer som François Laruelle, Alain Badiou, og Quentin Meillassoux også påvirket af Paul Churchland, Thomas Metzinger og Stephen Jay Gould. Han trækker også meget, omend dog tit negativt, på Gilles Deleuze, Edmund Husserl, og Martin Heidegger.
Brassiers filosofi er ofte blevet associeret med nutidige filosofier af nihilisme og pessimisme. I et interview med skaberen og forfatteren til True Detective Nic Pizzolatto, nævner Brassiers Nihil Unbound som en indflydelse på TV-serien, sammen med Thomas Ligottis The Conspiracy Against the Human Race, Jim Crawfords Confessions of an Antinatalist, Eugene Thackers In The Dust of This Planet, og David Benatars Better Never To Have Been.